# Celano
Celano est une commune de la province de L'Aquila dans les Abruzzes en Italie.

## Étymologie
Le toponyme Celano  a été associé  tort à Cliternum, qui était en fait un village occupé par les Èques situé dans les environs de la province de Rieti contemporaine. Plusieurs hypothèses existent quant à l'étymologie du toponyme : certains soutiennent qu'il serait dérive de Vicus Caelanum; d'autres de Caela, Cele ou Coele, noms qui se seraient transformés en Celanum, Coelanum par conséquent Caelum ou Caelanum,.

## Administration
| Période                                  | Période  | Identité        | Étiquette | Qualité |
| ---------------------------------------- | -------- | --------------- | --------- | ------- |
| 14 juin 2004                             | En cours | Filippo Piccone |           |         |
| Les données manquantes sont à compléter. |          |                 |           |         |

### Hameaux
Borgo Quattordici, Borgo Ottomila 

### Communes limitrophes
Aielli, Avezzano, Castelvecchio Subequo, Cerchio, Collarmele, Gagliano Aterno, Luco dei Marsi, Ovindoli, Pescina, San Benedetto dei Marsi, Secinaro, Trasacco

## Personnalités
- bienheureux Thomas de Celano (1190-1260), religieux franciscain, premier hagiographe de saint François d'Assise
- Nazzareno Carusi